# Domingos do Loreto Couto
Domingos do Loreto Couto (Recife) foi um cronista e religioso brasileiro, da Ordem de São Bento. Pertenceu à Academia Brasílica dos Renascidos (1759).
A sua obra Desagravos do Brasil e Glória de Pernambuco, inédita até ao início do século XX, reformulou a linha nativista pela busca de valores, lendas e tradições entre portugueses, indígenas e africanos, na formação brasileira. Foi publicada, a primeira parte,  nos Anais da Biblioteca Nacional, por iniciativa de Capistrano de Abreu.